# Consell de la Generalitat Valenciana
El Consell de la Generalitat Valenciana és l'òrgan col·legiat que governa al País Valencià amb funcions executives i administratives, essent-ne una de les institucions bàsiques juntament amb el President i les Corts, segons l'Estatut d'Autonomia del País Valencià.
La utilització del terme "consell" respon al desig de recuperar les denominacions o formalismes de l'època foral, quan amb els Furs, es crearen les primeres institucions d'autogovern. De fet, també l'òrgan preautonòmic fou denominat Consell del País Valencià fins a l'aprovació de l'Estatut de 1982.
Componen el Consell de la Generalitat Valenciana el President de la Generalitat, el vicepresident del Consell de la Generalitat Valenciana (o vicepresidents) si escau, i els consellers.
El Conseller de la Generalitat Valenciana és cadascun dels membres del Consell de la Generalitat Valenciana designats pel President de la Generalitat Valenciana com a caps de les diferents Conselleries perquè gestionen distintes àrees de govern.

## Històric de Consells
|            | President                      | Vicepresident             | Vicepresident               | Governació / Administració Pública / i Justícia | Agricultura, Pesca i Alimentació   | Medi Ambient                       | Cultura                    | Educació i Ciència          | Economia i Hisenda        | Sanitat i Consum                | Seguretat Social / Afers Socials / Benestar Social | Treball / Ocupació                | Indústria, Comerç i Turisme / i Energía / Innovació i Competitivitat | Obres Públiques, Urbanisme i Transports | Presidència / Portaveu del Consell |
| ---------- | ------------------------------ | ------------------------- | --------------------------- | ----------------------------------------------- | ---------------------------------- | ---------------------------------- | -------------------------- | --------------------------- | ------------------------- | ------------------------------- | -------------------------------------------------- | --------------------------------- | -------------------------------------------------------------------- | --------------------------------------- | ---------------------------------- |
| 28/6/1983  | Joan Lerma i Blasco            | Felipe Guardiola Sellés   | Felipe Guardiola Sellés     | Felipe Guardiola Sellés                         | Luis Font de Mora Montesinos       |                                    | Ciprià Ciscar i Casaban    | Ciprià Ciscar i Casaban     | Antono Birlanga Casanova  | Miguel Ángel Millana Sansaturio | Miguel Ángel Millana Sansaturio                    | Miguel Ángel Millana Sansaturio   | Segundo Bru Parra                                                    | Vicente Llombart Rosa                   | Rafael Blasco Castany              |
| 24/7/1985  | Joan Lerma i Blasco            |                           |                             | Vicent Soler i Marco                            | Luis Font de Mora Montesinos       |                                    | Ciprià Ciscar i Casaban    | Ciprià Ciscar i Casaban     | Antono Birlanga Casanova  | Joaquín Colomer Sala            | Miguel Doménech Pastor                             | Miguel Doménech Pastor            | Segundo Bru Parra                                                    | Rafael Blasco Castany                   |                                    |
| 27/7/1987  | Joan Lerma i Blasco            |                           |                             | Joaquín Azagra Ros                              | Luis Font de Mora Montesinos       |                                    | Ciprià Ciscar i Casaban    | Ciprià Ciscar i Casaban     | Antono Birlanga Casanova  | Joaquín Colomer Sala            | Miguel Doménech Pastor                             | Miguel Doménech Pastor            | Andrés García Reche                                                  | Rafael Blasco Castany                   |                                    |
| 19/9/1989  | Joan Lerma i Blasco            |                           |                             | Emèrit Bono i Martínez                          | Luis Font de Mora Montesinos       |                                    | Antoni Escarré Esteve      | Antoni Escarré Esteve       | Antono Birlanga Casanova  | Joaquín Colomer Sala            | Miguel Doménech Pastor                             | Miguel Doménech Pastor            | Andrés García Reche                                                  | Rafael Blasco Castany                   |                                    |
| 30/12/1989 | Joan Lerma i Blasco            |                           |                             | Emèrit Bono i Martínez                          | Luis Font de Mora Montesinos       |                                    | Antoni Escarré Esteve      | Antoni Escarré Esteve       | Antono Birlanga Casanova  | Joaquín Colomer Sala            | Miguel Doménech Pastor                             | Miguel Doménech Pastor            | Andrés García Reche                                                  | Eugenio Burriel de Orueta               |                                    |
| 16/7/1991  | Joan Lerma i Blasco            |                           |                             | Emèrit Bono i Martínez                          | Luis Font de Mora Montesinos       | Antoni Escarré Esteve              | Andreu López Blasco        | Andreu López Blasco         | Antono Birlanga Casanova  | Joaquín Colomer Sala            | Martín Sevilla Jiménez                             | Martín Sevilla Jiménez            | Andrés García Reche                                                  | Eugenio Burriel de Orueta               |                                    |
| 12/7/1993  | Joan Lerma i Blasco            |                           |                             | Luis Berenguer Fuster                           | Josep Maria Coll i Comín           | Emèrit Bono i Martínez             | Pilar Pedraza Martínez     | Joan Romero González        | Aurelio Martínez Esteve   | Joaquín Colomer Sala            | Francisco Javier Sanahuja Sanchis                  | Francisco Javier Sanahuja Sanchis | Martín Sevilla Jiménez                                               | Eugenio Burriel de Orueta               |                                    |
| 6/7/1995   | Eduardo Zaplana Hernández-Soro |                           |                             |                                                 | Maria Àngels Ramón-Llin i Martínez | Maria Àngels Ramón-Llin i Martínez |                            | José Joaquín Ripoll Serrano | José Luis Olivas Martínez | Joaquín Farnós                  | José Sanmartín Esplugues                           | José Sanmartín Esplugues          | Diego Such Pérez                                                     | Luis Fernando Cartagena Travesado       |                                    |
| 25/3/1996  | Eduardo Zaplana Hernández-Soro |                           |                             |                                                 | Maria Àngels Ramón-Llin i Martínez | Maria Àngels Ramón-Llin i Martínez | Fernando Villalonga Campos | Fernando Villalonga Campos  | José Luis Olivas Martínez | Joaquín Farnós                  | José Sanmartín Esplugues                           | José Sanmartín Esplugues          | Diego Such Pérez                                                     | Luis Fernando Cartagena Travesado       | José Joaquín Ripoll Serrano        |
| 6/7/1996   | Eduardo Zaplana Hernández-Soro |                           |                             |                                                 | Maria Àngels Ramón-Llin i Martínez | Maria Àngels Ramón-Llin i Martínez | Marcela MIró Pérez         | Marcela MIró Pérez          | José Luis Olivas Martínez | Joaquín Farnós                  | José Sanmartín Esplugues                           | José Sanmartín Esplugues          | Diego Such Pérez                                                     | Luis Fernando Cartagena Travesado       | José Joaquín Ripoll Serrano        |
| 16/3/1998  | Eduardo Zaplana Hernández-Soro |                           |                             |                                                 | Maria Àngels Ramón-Llin i Martínez | José Manuel Castellá Almiñana      | Francesc Caps Ortiz        | Francesc Caps Ortiz         | José Luis Olivas Martínez | Joaquín Farnós                  | José Sanmartín Esplugues                           | José Sanmartín Esplugues          | Diego Such Pérez                                                     | José Ramón García Antón                 | José Joaquín Ripoll Serrano        |
| 15/1/1999  | Eduardo Zaplana Hernández-Soro |                           |                             |                                                 | Salvador Manuel Ortells Rosell     | José Manuel Castellá Almiñana      | Francesc Caps Ortiz        | Francesc Caps Ortiz         | José Luis Olivas Martínez | Joaquín Farnós                  | José Sanmartín Esplugues                           | José Sanmartín Esplugues          | Diego Such Pérez                                                     | José Ramón García Antón                 | José Joaquín Ripoll Serrano        |
| 23/1/1999  | Eduardo Zaplana Hernández-Soro |                           |                             |                                                 | Salvador Manuel Ortells Rosell     | José Manuel Castellá Almiñana      | Manuel Tarancón Fandos     | Manuel Tarancón Fandos      | José Luis Olivas Martínez | Joaquín Farnós                  | Marcela Miró Pérez                                 | Diego Such Pérez                  | Diego Such Pérez                                                     | José Ramón García Antón                 | José Joaquín Ripoll Serrano        |
| 23/7/1999  | Eduardo Zaplana Hernández-Soro | José Luis Olivas Martínez | José Joaquín Ripoll Serrano | Serafín Castellano Gómez                        | Maria Àngels Ramón-Llin i Martínez | Fernando Modrego Caballero         | Manuel Tarancón Fandos     | Manuel Tarancón Fandos      | Vicente Rambla Momplet    | José Emilio Cervera Cardona     | María Carmen Mas Rubio                             | Rafael Blasco Castany             | Fernando Vicente Castelló Boronat                                    | José Ramón García Antón                 |                                    |
| 22/5/2000  | Eduardo Zaplana Hernández-Soro | José Luis Olivas Martínez | José Joaquín Ripoll Serrano | Carlos González Cepeda                          | Maria Àngels Ramón-Llin i Martínez | Fernando Modrego Caballero         | Manuel Tarancón Fandos     | Manuel Tarancón Fandos      | Vicente Rambla Momplet    | Serafín Castellano Gómez        | Rafael Blasco Castany                              | Vicente Rambla Momplet            | Fernando Vicente Castelló Boronat                                    | José Ramón García Antón                 | Alicia de Miguel García            |
| 24/7/2002  | José Luis Olivas Martínez      |                           | José Joaquín Ripoll Serrano | Carlos González Cepeda                          | Maria Àngels Ramón-Llin i Martínez | Fernando Modrego Caballero         | Manuel Tarancón Fandos     | Manuel Tarancón Fandos      | Vicente Rambla Momplet    | Serafín Castellano Gómez        | Rafael Blasco Castany                              | Vicente Rambla Momplet            | Fernando Vicente Castelló Boronat                                    | José Ramón García Antón                 | Alicia de Miguel García            |
| 21/6/2003  | Francesc Camps i Ortiz (PPCV)  |                           |                             |                                                 |                                    |                                    |                            |                             |                           |                                 |                                                    |                                   |                                                                      |                                         |                                    |
| 29/6/2007  | Francesc Camps i Ortiz (PPCV)  |                           |                             |                                                 |                                    |                                    |                            |                             |                           |                                 |                                                    |                                   |                                                                      |                                         |                                    |
| 22/6/2011  | Francesc Camps i Ortiz (PPCV)  |                           |                             |                                                 |                                    |                                    |                            |                             |                           |                                 |                                                    |                                   |                                                                      |                                         |                                    |
| 28/7/2011  | Alberto Fabra Part (PPCV)      |                           |                             |                                                 |                                    |                                    |                            |                             |                           |                                 |                                                    |                                   |                                                                      |                                         |                                    |
| 30/6/2015  | Ximo Puig i Ferrer (PSPV-PSOE) |                           |                             |                                                 |                                    |                                    |                            |                             |                           |                                 |                                                    |                                   |                                                                      |                                         |                                    |
| 17/6/2019  | Ximo Puig i Ferrer (PSPV-PSOE) |                           |                             |                                                 |                                    |                                    |                            |                             |                           |                                 |                                                    |                                   |                                                                      |                                         |                                    |

- Consell de la Generalitat Valenciana a la X Legislatura (2019-2023)
- Consell de la Generalitat Valenciana a la IX Legislatura (2015-2019)
- Consell de la Generalitat Valenciana a la VIII Legislatura (2011-2015)
- Consell de la Generalitat Valenciana a la VII Legislatura (2007-2011)
- Consell de la Generalitat Valenciana a la VI Legislatura (2003-2007)
- Consell de la Generalitat Valenciana a la V Legislatura (1999-2003)
- Consell de la Generalitat Valenciana a la IV Legislatura (1995-1999)
- Consell de la Generalitat Valenciana a la III Legislatura (1991-1995)
- Consell de la Generalitat Valenciana a la II Legislatura (1987-1991)
- Consell de la Generalitat Valenciana a la I Legislatura (1983-1987)
- Consell del País Valencià (Pre-autonòmic)